# Ramnàcies
Les ramnàcies (Rhamnaceae) són una família de plantes angiospermes de l'ordre de les rosals (Rosales), dins del clade de les fàbides, un subclade de les ròsides.
Conté més de 1.000 espècies, agrupades en més de 60 gèneres. És una família cosmopolita, present a tots els continents especialment a les zones tropicals.

## Descripció
Són arbres, arbusts, lianes i rarament herbes. Les fulles són simples i s'acostumen a disposar de manera oposada o en espiral. De vegades tenen modificacions a les tiges en forma d'espines o circells. Les flors poden ser unisexuals o hermafrodites, perígines o epiperígines amb hipant. El periant acostuma a tenir entre 4 i 5 pètals, tot i que en alguna espècie en manquen. A l'androceu sol haver-hi entre 4 i 5 estams i al gineceu habitualment hi ha entre 2 i 3 carpels, que poden arribar a 5, igual que el nombre de lòculs. Les flors poden ser soitàries o agrupar-se en inflorecències cimoses, en tirs o en fascicle. El fruit pot ser una drupa, una càpsula o un esquizocarp.

## Taxonomia
Aquesta família va ser descrita per primer cop l'any 1789, sota el nom de Rhamni, a l'obra Genera Plantarum del botànic francès Antoine-Laurent de Jussieu (1748 – 1836).

### Gèneres
Dins d'aquesta família es reconeixen els 65 gèneres següents:
- Adolphia Meisn.
- Alphitonia Reissek ex Endl.
- Alvimiantha Grey-Wilson
- Ampelozizyphus Ducke
- Araracuara Fern.Alonso
- Auerodendron Urb.
- Bathiorhamnus Capuron
- Berchemia Neck. ex DC.
- Berchemiella Nakai
- Blackallia C.A.Gardner
- Ceanothus L.
- Colletia Comm. ex Juss.
- Colubrina Rich. ex Brongn.
- Conalma G.L.Nesom
- Condalia Cav.
- Condaliopsis (Weberb.) Suess.
- Crumenaria Mart.
- Cryptandra Sm.
- Discaria Hook.
- Doerpfeldia Urb.
- Emmenosperma F.Muell.
- Fenghwaia G.T.Wang & R.J.Wang
- Frangula Mill.
- Gouania Jacq.
- Granitites Rye
- Helinus E.Mey. ex Endl.
- Hovenia Thunb.
- Jaffrea H.C.Hopkins & Pillon
- Johnstonalia Tortosa
- Karwinskia Zucc.
- Kentrothamnus Suess. & Overkott
- Krugiodendron Urb.
- Lasiodiscus Hook.f.
- Maesopsis Engl.
- Nesiota Hook.f.
- Noltea Rchb.
- Ochetophila Poepp. ex Endl.
- Oreorhamnus Ridl.
- Paliurus Mill.
- Papistylus Kellermann, Rye & K.R.Thiele
- Phylica L.
- Phyllogeiton (Weberb.) Herzog
- Polianthion K.R.Thiele
- Pomaderris Labill.
- Pseudoziziphus Hauenschild
- Reissekia Endl.
- Retanilla (DC.) Brongn.
- Reynosia Griseb.
- Rhamnella Miq.
- Rhamnidium Reissek
- Rhamnus L.
- Sageretia Brongn.
- Sarcomphalus P.Browne
- Schistocarpaea F.Muell.
- Scutia (Comm. ex DC.) Brongn.
- Serichonus K.R.Thiele
- Siegfriedia C.A.Gardner
- Smythea Seem.
- Spyridium Fenzl
- Stenanthemum Reissek
- Trevoa Miers ex Hook.
- Trichocephalus Brongn.
- Trymalium Fenzl
- Ventilago Gaertn.
- Ziziphus Mill.